# Corrie Schimmel
Cornelia Hendrika „Corrie“ Schimmel (* 29. April 1939 in Bussum) ist eine ehemalige niederländische Schwimmerin. Ende der 1950er Jahre galt sie als eine der herausragendsten niederländischen Freistilschwimmerinnen auf der mittleren und der langen Distanz.

## Karriere

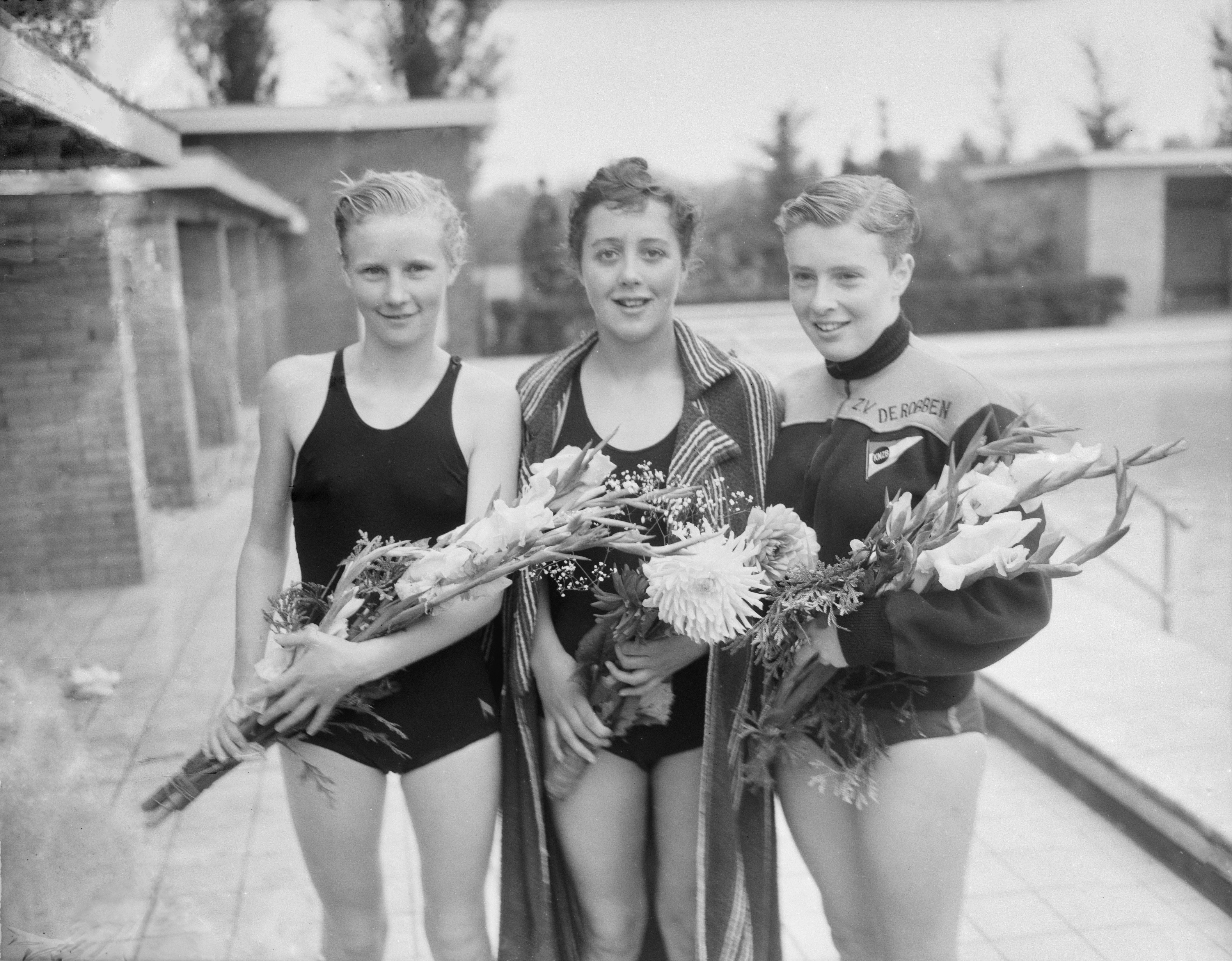
Corrie Schimmel (rechts) bei den niederländischen Schwimmmeisterschaften 1956

Corrie Schimmel wurde am 29. April 1939 in der Ortschaft Bussum, heute ein Ortsteil von Gooise Meren, geboren. Bereits in jungen Jahren begann sie mit dem Leistungssport und stellte bereits kurz nach ihrem 17. Geburtstag ihren ersten niederländischen Landesrekord auf. Am 8. Mai 1956 gelang ihr in Naarden bei 200 m Schmetterling auf der Kurzbahn eine Zeit von 2:49,50 min. In diesem Jahr stellte sie noch zwei weitere Landesrekorde auf der Kurzbahn auf; so schaffte sie am 16. November ebenfalls in Naarden eine Zeit von 4:58,00 min über 400 m Freistil, sowie am 30. Dezember auch in Naarden eine Zeit von 2:22,60 min über 200 m Freistil. Ihr erster Landesrekord auf der Langbahn gelang Schimmel am 4. August 1957, als sie bei den niederländischen Meisterschaften in Rhenen auf eine Zeit von 5:03,50 min über 400 m Freistil kam und sich erstmals Niederländischer Meister nennen durfte. 1958 wurde sie ein weiteres Mal niederländische Meisterin, als sie über 1500 m Freistil auf eine Zeit von 20:10,30 min kam. Des Weiteren nahm sie in diesem Jahr an den Schwimmeuropameisterschaften 1958 in Budapest teil. Hinter ihrer Landsmännin Jans Koster gewann sie die Silbermedaille über 400 m Freistil, kam aber auf dieselbe Zeit wie die Goldmedaillengewinnerin. Im Mannschaftsbewerb, dem 4 × 100 Meter Freistil, gingen die Niederländerinnen rund um Corrie Schimmel, Tineke Lagerberg, Greetje Kraan und Cocky Gastelaars als Europameisterinnen hervor.
Ihr Erfolgsjahr hatte Schimmel allerdings 1959. In diesem Jahr wurde sie nicht nur zweifache niederländische Meisterin (über 400 und über 1500 m Freistil), sondern stellte auch sechs Landesrekorde auf der Kurzbahn, zehn Landesrekorde auf der Langbahn, sowie acht europäische Rekorde auf. Im darauffolgenden Jahr nahm sie für ihr Heimatland an den Schwimmwettbewerben der Olympischen Sommerspiele 1960 in Rom teil. In den Vorläufen zu 400 m Freistil erreichte Schimmel in der zweiten Gruppe den zweiten Platz hinter der Australierin Ilsa Konrads und qualifizierte sich für das Finale. Hier stellte die US-Amerikanerin Chris von Saltza mit einer Zeit von 5:50,6 min einen neuen olympischen Rekord auf; Schimmel wurde im achtköpfigen Teilnehmerfeld Siebente; nur die Schwedin Bibbi Segerström ließ sie knapp hinter sich. Auch in ihrem Olympiajahr konnte Schimmel einige weitere Erfolge feiern; so wurde sie in diesem Jahr zum fünften Mal niederländische Meisterin (über 1500 m Freistil) und verbesserte dabei den nationalen Rekord über diese Distanz auf eine Zeit von 19:45,10 min. Dies war zugleich auch ein neuer Europarekord; am gleichen Tag stellte sie auch einen neuen niederländischen Landesrekord über 800 m Freistil auf und kam dabei auf eine Zeit von 10:18,90 min.
Noch im gleichen Jahr zog sich die damals 21-Jährige aus dem Leistungssport zurück. Über ihr weiteres Leben ist heute nichts überliefert.